# Meisje met de fluit
Meisje met de fluit is een schilderij van 20 x 17,8 cm uit circa 1669-1675. Het wordt door de National Gallery of Art in Washington D.C., sinds 1942 de eigenaar, toegeschreven aan iemand uit de omgeving van de Delftse schilder Johannes Vermeer. Volgens het Rijksmuseum Amsterdam is het daarentegen een werk van Vermeer zelf.

## Beschrijving
Meisje met de fluit is een zogenaamde tronie, een studie van een opvallend gezicht of een gelaatsuitdrukking. Dit was een populair genre in de schilderkunst van de Hollandse Gouden Eeuw. Tronies werden op grote schaal geproduceerd voor de open markt, niet voor specifieke opdrachtgevers. Anders dan bij portretten waren de modellen altijd anoniem. Ze droegen vaak exotische kleding, zoals het fluitmeisje met haar Chinese hoed.
Het is omstreden of dit schilderij aan Johannes Vermeer kan worden toegeschreven. De compositie lijkt op het eveneens op paneel geschilderde Meisje met de rode hoed uit dezelfde periode. Het blauwgroene, met bont afgezette jasje, wordt ook gedragen door modellen in het door Vermeer geschilderde Vrouw met weegschaal en Het concert en komt in de inventaris van Vermeers boedel in 1676 voor als een 'oude groene false mantel met een witte bonte kant'. Net als in Meisje met de rode hoed en Meisje met de parel draagt het afgebeelde meisje glazen, gelakte 'druppeloorbellen'. De kwaliteit van het schilderij is volgens de National Gallery of Art echter niet van het niveau van Vermeer. Verder vergelijkend onderzoek in 2022 wees volgens het museum uit dat het werk niet van Vermeer is, maar vermoedelijk van iemand die in zijn atelier gewerkt had. Gebruik van oudere of slechtere penselen en andere volgorde en gebruik van pigmenten gaven de doorslag. Het Rijksmuseum Amsterdam volhardde eind 2022 dat het schilderij door Vermeer geschilderd is.

## Jaar van aanmaak
Een researchteam van de National Gallery of Art in Washington D.C. concludeerde in 2022 dat het schilderij in circa 1669-1675 gemaakt is. Dat is enkele jaren later dan tot dan toe verondersteld werd.

## Eigenaren

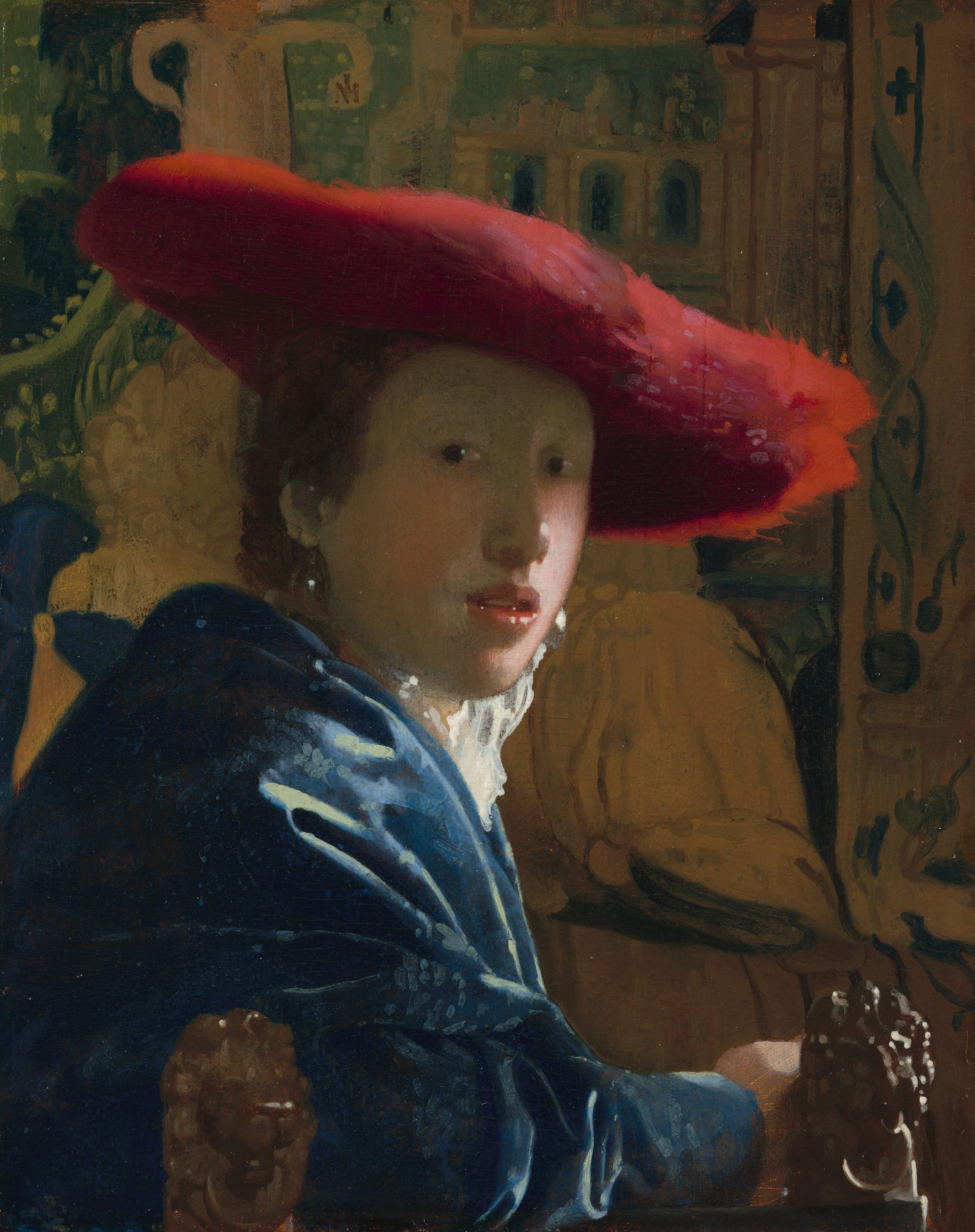
Meisje met de rode hoed

Meisje met de fluit was in het bezit van de familie van Pieter van Ruijven en werd in 1696 in Amsterdam geveild op de 'Dissiusveiling'. Het werk was waarschijnlijk een van de drie tronies met veilingnummers 38, 39 en 40. In de negentiende eeuw was het schilderij eigendom van de Brabantse familie Van Son. In 1923 kocht de Amerikaanse kunstverzamelaar Joseph E. Widener het schilderij. Het schilderij kwam in 1942 in bezit van de National Gallery of Art in Washington D.C.
Diana en haar nimfen · Christus in het huis van Martha en Maria · De koppelaarster · Slapend meisje · Brieflezend meisje bij het venster · Het straatje · De soldaat en het lachende meisje · Het melkmeisje · Het glas wijn · Dame en twee heren · Onderbreking van de muziek · Gezicht op Delft · De muziekles · Brieflezende vrouw in het blauw · Vrouw met weegschaal · Vrouw met waterkan · De luitspeelster · Vrouw met parelsnoer · Schrijvende vrouw in het geel · Meisje met de rode hoed · Meisje met de parel · Het concert · Allegorie op de schilderkunst · Meisjeskopje · Dame en dienstbode · De astronoom · De geograaf · De kantwerkster · De liefdesbrief · De gitaarspeelster · Schrijvende vrouw met dienstbode · Allegorie op het geloof · Staande virginaalspeelster · Zittende virginaalspeelster
Omstreden toeschrijvingen: Sint Praxedis · Zittende vrouw aan het virginaal · Meisje met de fluit